# Maurizio Galbaio
Maurizio Galbaio (? – 787) volt Velence történetének hetedik dózséja. 764-ben választották meg a velencei kereskedők vezetőjüknek, és egészen 787-ig, azaz huszonhárom éven keresztül tudta tartani uralmát a kényes hatalmi viszonyokkal küzdve Itáliában. Ez abban a korban igazán kiemelkedő teljesítmény volt, de Maurizio uralkodása az összes velencei dózse hivatali ideje közül is kiemelkedik.

## Élete
Maurizio egyszerű, paraszti családból származott. A krónikák szerint Heracleia városában született. Évek múltán a politika nagy változásokon ment keresztül. Velence korábbi urai nem tudtak lavírozni a longobárdok Itáliai Királysága, Kis Pippin Frank Birodalma, Bizánc és a pápák hatalma között. 764-ben a frankok elhagyták a félszigetet, és az Alpok biztonságosnak vélt oltalma mögé húzódtak vissza. Ez Bizánc itáliai megerősödéséhez vezetett, ugyanis a frankok alaposan meggyengítették a lombard uralkodó, Desiderio erőit.
A velencei dózse megválasztását Konstantinápoly is nagy figyelemmel kísérte, és a velenceieknek sem volt mindegy, hogy Bizánc miképpen vélekedik az új dózséról, hiszen egyik legnagyobb kereskedelmi partnerként tartották számon a császárságot a lagúnák kereskedői. Ezért egy olyan személyre esett a nép választása, aki nem rendelkezett mindaddig hírnévvel, tehát nem lehetett róla tudni, hogy melyik itáliai hatalomhoz húz, és a Bizánc által jobban támogatott Heracleia városából származik. (Malamocco szigetén még mindig többen támogatták a frankokat, ezért a központ nem nyerhette el Bizánc kegyeit.) Ezen felül a velencei kalmártársadalmat egyre inkább fenyegette a római pápa hatalma is, amelyet a longobárdok már nem tudtak ellensúlyozni. Ez a tény is Bizánc támogatása mellett szólt.
IV. Leó császár üdvözölte Maurizio megválasztását, és hamarosan kettős rangot adott a velencei dózsénak. Maurizio megkapta a magister militum (hadvezér) és az ipato (consul) címet is. Ez a diplomáciai siker kiváltotta a szomszédos longobárdok haragját, amelyet I. Adorján pápa igyekezett kihasználni, hiszen a gazdag kereskedőváros már régóta a Laterán begyében volt. Buzdításképpen Adorján az „Egyház védelmezője” címmel ruházta fel Desideriót, aki lassan összeszedte hadait, de korántsem voltak egyháztámogató tervei. A lombard hadak a letűnt Itáliai Királyságot akarták visszaállítani, ezért Desiderio gyorsan elfoglalta az egyházi patrimóniumokat és Isztriát is. A hadjáratok folyamán Desiderio elrabolta Maurizio gyermekét, Giovannit is, és túszáért súlyos adókat követelt Velencétől.
A dózse és Adorján pápa szövetségre léptek, és kijátszva a lombard határőröket követet küldtek Nagy Károly frank uralkodóhoz, hogy segítse meg őket. Károly nagy haddal kelt át az Alpokon, hogy megtorolja Desiderio szerződésszegését. 774-ben a frank hadak körbezárták Páviát, és az ostrom befejeztével véget ért a lombardok uralma Itáliában. Károly felvette a lombard király és a ravennai exarcha címet is. Az ismét Itáliába érkező hatalom ezúttal nem mondott le szerzeményeiről: a Pentapoliszt nem adta vissza az egyháznak, és egyre erősebb nyomás nehezedett Velencére is.
Maurizio válaszul még szorosabbra fűzte a kereskedőváros bizánci kapcsolatait, és a konstantinápolyi udvar engedélyével társuralkodójának nevezte ki visszakapott gyermekét. Nagy Károly birodalmába akarta olvasztani Itáliát, ezért hamar szembekerült a pápával és a dózséval is. Velence mindenesetre kemény diónak bizonyult, ugyanis Maurizio nem engedett a frank befolyásnak, és még csak adót sem fizetett a frankoknak. Károly 785-ben úgy döntött, hogy a Pentapolisz területéről kitiltja az összes velencei kereskedőt. Döntését azzal indokolta, hogy a velenceiek rabszolgákkal és eunuchokkal, valamint az azoktól elvett értékekkel kereskednek (ez egyébként nem nélkülözött minden alapot).
Mindent összevetve Maurizio igen ügyesen forgolódott a nagyhatalmak között, nem haragította magára az egyébként érzékeny velenceieket sem, ezért sikerült elkerülnie elődjei szomorú sorsát. 787-ben természetes halállal halt meg. Utódjául fiát, Giovannit jelölte meg.